# نموذج الربط البيني للأنظمة المفتوحة

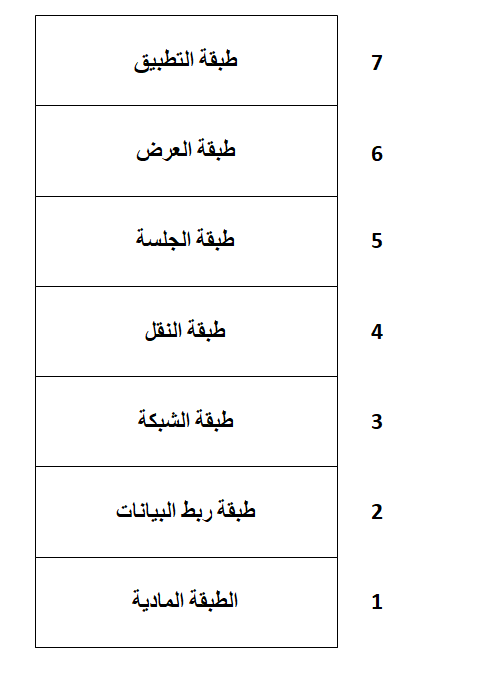
نموذج الاتصال المعياري.

نموذج الربط البيني للأنظمة المفتوحة أو النموذج المرجعي للاتصال (بالإنجليزية: Open Systems Interconnection Model اختصاراً OSI Model)‏ هو نموذج مجرد يصف ويحدد المعايير الخاصّة بوظائف الاتصالات البعادية أو الأنظمة الحاسوبية بدون الالتفات إلى بنيتها الداخلية والتقنيات التي تكونها. إن الهدف الأساسي من تطوير هذا النموذج هو امتلاك إمكانية تشغيل أنظمة الاتصالات وبروتوكولاتها المختلفة بشكل متوافق مع بعضها البعض.
يُقسّم النموذج نظام الاتصالات إلى سبع طبقات مجردة بحسب الوظيفة، وتكون هذه الطبقات مُتراصفة ومُرقّمة من الأسفل إلى الأعلى بدءاً من الواحد. تُقدّم كل طبقة الخدمات إلى الطبقة التي تقع أعلاها وتتلقى خدمة من الطبقة التي تقع أسفلها. تُسمى هذه العلاقة بين الطبقات بعلاقة الطبقات المُتجاورة، أمّا عند حصول الاتصال بين طرفين، فتتواصل كل طبقة مع الطبقة التي تقابلها في الطرف البعيد بواسطة قناة منطقيّة، وتسمى العلاقة بعلاقة الطبقات المُتماثلة.
جاء هذا النموذج نتيجة لمجهود مشروع الترابط الحر بين الأنظمة، وهو مشروع مدعوم من قبل المنظمة الدولية للمعايير وموصوف في المعيار (ISO/IEC 7498-1:1994).

## نبذة تاريخية
في أواخر السبعينيات من القرن العشرين، عملت المنظمة الدولية للمعايير على مشروع الترابط الحر بين الأنظمة الرامي إلى تطوير مرجع مُوحد للاتصال بين شبكات الحاسب، في نفس الفترة، بدء اللجنة الاستشارية الدوليّة للهاتف والتلغراف (CCITT) العمل بشكلٍ مُنفصل على تطوير معيار يُمثّل نموذجاً عاماً لشبكات نقل البيانات. في العام 1983م، دمج المشروعان معاً تحت عنوان النموذج المعياري الأساسي للترابط الحر بين الأنظمة ( The Basic Reference Model for Open Systems Interconnection). لاحقاً، أصبح من المعتاد الإشارة إلى المعيار بنموذج الاتصال المعياري. في عام 1984م، قامت المنظمة الدولية للمعايير بنشر المعيار تحت الاسم الرمزي (ISO 7498)، بالإضافة لقيام اللجنة الاستشارية بخطوة مماثلة في العام 1988م، ولكن تحت الاسم الرمزي (X.200).

## المهام
وظائف الاتصال والتنظيم حسب مرجع أو إس آي مقسمة على سبع طبقات (Layers) مختلفة. لكل طبقة دور يضم مجموعة مهمات يتطلب تحقيقها داخلها وعبر التواصل مع الطبقة التي تسبقها أو التي تليها حسب الترتيب. ويشرح مرجع أو إس آي ذلك من خلال 4 أجزاء هي :
- النموذج القاعدي
- نظام الحماية
- التسمية والعنونة
- الإطار العام للتسيير (Routing)

تم مراجعة المرجع سنة 1994 بتركيز على الجزء الأول.
يوصف المرجع على أنه نظري. ذلك أن المرجع يصف بشكل عام المهام والأدوار التي تقوم بها أنظمة الربط الشبكية من دون الدخول في التفاصيل التقنية أو ذكر للتكنولوجيات المستعملة. بعض تفصيل المرجع من حيث العمليات والوظائف لم يتم لحد الآن دمجها في أحد من الأنظمة.

## الأهداف
1. ضمان نقل البيانات عبر الشبكة بطريقة امنة وسليمة.
2. توفير نفقات عرض الحزمة الدولي.
3. توفير جودة أفضل لخدمة نقل الصوت عبر بروتوكول الإنترنت VoIP.
4. إدارة الخدمة وتوسّع الشبكة.

## طبقات المرجع
| نموذج مرجع أو إس آي | نموذج مرجع أو إس آي | نموذج مرجع أو إس آي | نموذج مرجع أو إس آي                 | نموذج مرجع أو إس آي |
|                     | تمثيل البيانات      | الطبقة              | المهام                              |                     |
| ------------------- | ------------------- | ------------------- | ----------------------------------- | ------------------- |
| الطبقات الحاسوب     | البيانات            | 7. البرامج          | التعامل مع البرمجيات الأخرى         |                     |
| الطبقات الحاسوب     | البيانات            | 6. التهيئة          | تهيئة البيانات بترميزها وتشفيرها    |                     |
| الطبقات الحاسوب     | البيانات            | 5. الجلسة           | الاتصالات بين الحواسيب              |                     |
| الطبقات الحاسوب     | قطاع                | 4. النقل            | الاتصال والربط من طرف لآخر          |                     |
| الوسط layers        | حزمة                | 3. الشبكة           | تحديد مسلك الاتصال والعنونة المحلية |                     |
| الوسط layers        | اطار                | 2. توصيل البيانات   | العنونة الفيزيائية                  |                     |
| الوسط layers        | بت                  | 1. الفيزيائية       | واسطة النقل، البيانات               |                     |

يعرض مرجع أو إس آي على شكل 7 طبقات (التي تكونه) بشكل عمودي، أعلاه الطبقة السابعة وأسفله الطبقة الأولى.

### طبقة التطبيق
طبقة التطبيقات (بالإنجليزية: Application Layer)‏ هي الطبقة السابعة وتشكل الواجهة الأساسية التي يتعامل معها برامج المستخدم كالمتصفح الويب وغيرها، حيث تعتمد تطبيقات المستخدم النهائية على البروتوكولات في طبقة التطبيقات لأداء وظيفة شبكية معينة.
من البروتوكولات التي تعمل في طبقة التطبيقات :
- بروتوكول نقل النص الفائق (HTTP : Hyper Text Transfer Protocol) : يؤمن تصفح صفحات الوب عن طريق تأمين تناقل المعطيات بين مخدم الوب ومتصفح الوب.

بروتوكول توزيع IP اتوماتيكى[DHCP] {Dynamic Host Configuration Protocol} :يؤمن توزيع عنواين الشبكة(IP addresses) اتوماتيكاً.
- بروتوكول نقل الملفات (FTP : File Transfer Protocol) : يؤمن تناقل الملفات عبر الشبكة.

بروتوكول نقل الملفات صغيره الحجم {tftp} قالب:Trevial transfer protocol
- بروتوكول إرسال البريد البسيط (SMTP : Simple Mail Transfer Protocol) : يؤمن تراسل البريد الإلكتروني عبر الشبكة.
- SNMP، DNS، تل نت..

إن تطبيقات المستخدم النهائية لا تعمل ضمن طبقة التطبيقات فمتصفح الويب مثلا ليس من طبقة التطبيقات ولكنه يستخدم البروتوكول HTTP من طبقة التطبيقات للتخاطب مع مخدم الويب.

### طبقة التهيئة
طبقة التهيئة (بالإنجليزية: Presentation Layer)‏ الطبقة السادسة، تضمن هذه الطبقة قابلية قراءة المعطيات المرسلة من طبقة البرامج عند المرسلة في الطبقة المقابلة عند المستقبل بغض النظر عن التطبيقات والنظام الذي يعمل عند المستقبل. وتقوم أيضا بتحويل صيغة المعطيات القادمة من الطبقة الخامسة بما يلائم طبقة البرامج. لتحقيق هذه تقوم هذه الطبقة بمجموعة من العمليات منها :
- ضغط وفك ضغط
- تشفير وفك تشفير البيانات
- تحويل صيغ المعطيات المرسلة والمستقبلة كتحويل البيانات النصية المرسلة إلى صيغة قياسية مثل ASCII.

### طبقة الجلسة
طبقة الجلسات (بالإنجليزية: Session Layer)‏ وهي الطبقة الخامسة ومهمتها الأساسية هي إنشاء وإنهاء وإدارة جلسات الاتصال بين تطبيقات المستخدم النهائية، حيث تعرف جلسة الاتصال بأنها مجموعة الطلبات والاجابات التي يتم ارسالها بين التطبيقات.
أمثلة على البروتوكولات التي تعمل في هذه الطبقة X.225 or ISO 8327 الذي يقوم بإعادة إنشاء اتصال في حال انقطاعه كما يقوم بقطع الاتصال وإعادة الاتصال إذا لم تستخدم الجلسة لفترة معينة

### طبقة النقل
طبقة النقل (بالإنجليزية: Transport Layer)‏ الطبقة الرابعة، وهي تؤمن إدارة عملية نقل المعطيات من عقدة شبكية إلى أخرى وهذا يتضمن : ترتيب الطرود المستلمة بشكل صحيح بغض النظر عن الترتيب الذي وصلت به، التحكم بتدفق المعطيات، كشف وتصحيح الأخطاء.
تقسم بروتوكولات طبقة النقل المعطيات القادمة من طبقة تنسيق الجلسات ضمن وحدات نقل معطيات أصغر تسمى قطع (بالإنجليزية: segments)‏ قبل تسليمها إلى الطبقة الثالثة
أمثلة على البروتوكولات التي تعمل في هذه الطبقة : TCP Transmission Control Protocol بروتوكول التحكم بعملية النقل.
يعرّف نوعين من الاتصالات في هذه الطبقة :
- connectionless service : في هذا النوع من الخدمات لا يتم إنشاء اتصال بين طرفي تناقل المعطيات بل يقوم المرسل بإرسال المعطيات على الشبكة مباشرة. هذا النوع من الخدمات ليس موثوقاً ولكنه مفيد في بعض التطبيقات مثل نقل فيديو على شبكة.
- connection oriented service : في هذا النوع من الخدمات لا بد من إنشاء اتصال بين أي طرفين قبل البدء بإرسال المعطيات بينهما. يعرف هذا النوع من الخدمات بالخدمات الموثوقة reliable حيث أنها تضمن دائما ًوصول المعطيات إلى الطرف الثاني.

### طبقة الشبكة
طبقة الشبكة (بالإنجليزية: Network Layer)‏ هي الطبقة الثالثة والمسؤولة عن توصيل المعطيات عبر الشبكة. لتحقيق ذلك تقوم البروتوكولات التي تعمل ضمن هذه الطبقة بعمليات العنونة المنطقية والتوجيه (بالإنجليزية: Routing)‏ لتحديد مسار المعطيات ضمن الشبكة.
تقسم البروتوكولات التي تعمل في طبقة الشبكة المعطيات القادمة من طبقة النقل إلى وحدات نقل معطيات أصغر تسمى طرود packets قبل تسليمها إلى الطبقة الثانية.
أمثلة على البروتوكولات التي تعمل في هذه الطبقة : بروتوكول الإنترنت بروتوكول الإنترنت (Internet Protocol IP).
كما يستخدم بروتوكول الTCP في نقل الsegment عن طريق عملية تسمى 3Way hand check وبعدها يتم إتمام الاتصال (connection established).

### طبقة توصيل البيانات
طبقة توصيل البيانات (بالإنجليزية: Data Link Layer)‏ وهي الطبقة الثانية التي تحدد المعايير التي تعطي معنى للبتات المنقولة عبر الطبقة الأولى. كما تؤمن العنونة الفيزيائية.
تقسم البروتوكولات التي تعمل في طبقة الشبكة المعطيات القادمة من طبقة الشبكة إلى وحدات نقل معطيات تسمى إطارات frames قبل تسليمها إلى الطبقة الأولى.
تقسم هذه الطبقة إلى طبقتين فرعيتين:
- طبقة التحكم بالوسائط MAC - Media Access Control: من مهامها تجميع وتفكيك الاطارات، العنونة وتأمين وصول مشترك للوسط المادي طريقة الوصول المتعدد. أمثلة على البروتوكولات في هذه الطبقة :
  - بروتوكول Ethernet 802.3 وبروتوكول حلقة مرمزة
  - السواقة الخاصة بـبطاقة الشبكة NIC غالبا ما تعمل في هذه الطبقة
- طبقة التحكم المنطقية LLC - Logical Link Control : من مهامها التحكم بدفق المعطيات والكشف وتصحيح الأخطاء والقيام بعمليات demultiplexing, multiplexing لبروتوكولات طبقة التحكم بالوسائط.

### الطبقة المادية
الطبقة الفيزيائية Physical Layer هي الطبقة الأولى. مهمتها تحديد خصائص الوسط المادي المستخدم في الاتصال الشبكي : نوع الوسط المادي المستخدم وخصائصه وطريقة تمثيل البتات ضمنه، توقيت الإشارات، والمسافة الممكن أن تنتقلها الإشارة.

### أمثلة
- بطاقة الشبكة Network Interface Card NIC.
- المجمع Hub.

تنقل البتات بشكل تسلسلي أو تفرعي عبر الوسط المادي. يمكن للاتصال المادي أن يكون من عقدة إلى عقدة peer to peer أو بين مجموعة عقد على الشبكة. كما يمكن أن يكون مزدوج الاتجاه full duplex أو مزدوج نصفي half duplex أو أحادي الاتجاه simplex.

## عمل الطبقات
تضم كل طبقة مجموعة من الوظائف المتشابهة التي توفر خدمات للطبقة الأعلى وتستقبل أخرى من الطبقة الأدنى. تسمى مجموعة الوظائف هذه وحدة وظيفية (Instance). على سبيل المثال تقوم الوحدة الوظيفية للطبقة المسؤولة عن الاتصال الشبكي بتوفير مسار النقل للطبقة الأعلى، بينما تطلب من الوحدة الوظيفية للطبقة الأدنى بإرسال واستقبال الحزمات المعلوماتية (Packets) التي تمثل المحتوى الذي سيتم نقله عبر هذا المسار.
تعمل الوحدات الوظيفية للمطاريف (Terminals) المرسلة والمستقبلة بقواعدة محددة، تنظم طرق معالجة المعلومات المتبادلة بين هذه الوحدات. ويتم تحديد هذه القواعد في بروتوكول يمثل ربطا منطقيا وأفقيا بين وحدتين وظيفيتين لنفس الطبقة.
عند نقل معطيات من حاسب إلى آخر عبر اتصال شبكي تنتقل المعطيات من طبقة التطبيقات في الحاسب المرسل نزولاً عبر الطبقات إلى الطبقة المادية ثم إلى الوسط المادي لتصل إلى الطبقة المادية من الحاسب المستقبل صعوداً عبر الطبقات إلى الطبقة السابعة ومنها إلى تطبيقات المستخدم.
تقوم كل طبقة بتغليف المعطيات القادمة إليها من الطبقة الأعلى منها بمعلومات تحكم خاصة بها دون أن تعدل على المعطيات. وتوضع هذه المعلومات ضمن بادئة header ولاحقة trailer تلحق بالمعطيات.
عند المستقبل تنعكس العملية حيث تقوم كل طبقة بفك تغليف المعطيات المستقبلة للحصول على معلومات التحكم الخاصة بها، ومن ثم تحليل هذه المعلومات للقيام بالعمليات اللازمة ومن ثم تمرير المعطيات إلى الطبقة الأعلى.
وبهذا تكون المعطيات الخارجة من كل طبقة هي عبارة عن المعطيات القادمة من الطبقة الأعلى مغلفة ببادئة ولاحقة تحوي معلومات تحكم.
بالنتيجة تتعامل كل طبقة من الطبقات السبعة مع ثلاث طبقات فهي تقدم مجموعة من الخدمات للطبقة التي فوقها وتستفيد من الخدمات المقدمة من الطبقة التي تحتها وترسل معلومات تحكم للطبقة المقابلة لها في الطرف الثاني من الاتصال.

## وصلات خارجية
- شرح بنية الطبقات ووظائفها في تموذج الاتصال المعياري، مقالة مقدمة من شركة مايكروسوفت.
- مجموعة المقالات الخاصة بنموذج الاتصال المرجعي من دليل حزمة بروتوكولات الإنترنت.
- نموذج وصل الأنظمة المفتوحة، مقالة باللغة العربية عن نموذج الاتصال المرجعي.